# Morgan's Point (Texas)
Morgan's Point es una ciudad ubicada en el condado de Harris en el estado estadounidense de Texas. En el Censo de 2010 tenía una población de 339 habitantes y una densidad poblacional de 76,14 personas por km².

## Geografía
Morgan's Point se encuentra ubicada en las coordenadas 29°40′36″N 95°0′20″O / 29.67667, -95.00556. Según la Oficina del Censo de los Estados Unidos, Morgan's Point tiene una superficie total de 4.45 km², de la cual 3.96 km² corresponden a tierra firme y (11.11%) 0.49 km² es agua.

## Demografía
Según el censo de 2010, había 339 personas residiendo en Morgan's Point. La densidad de población era de 76,14 hab./km². De los 339 habitantes, Morgan's Point estaba compuesto por el 73.75% blancos, el 10.32% eran afroamericanos, el 2.65% eran amerindios, el 0.59% eran asiáticos, el 0% eran isleños del Pacífico, el 10.32% eran de otras razas y el 2.36% pertenecían a dos o más razas. Del total de la población el 25.07% eran hispanos o latinos de cualquier raza.